# Comité Nacional de Paro (Colombia)
El Comité Nacional de Paro fue una organización civil formada por grupos heterogéneos que participan en las protestas en Colombia de 2021.

## Descripción
Había convocado a las protestas en Colombia de 2019-2020 y a las posteriores en 2021.
El Comité desde mayo realiza conversaciones con el gobierno del presidente Iván Duque para intentar llegar a una solución para las manifestaciones.

## Integrantes

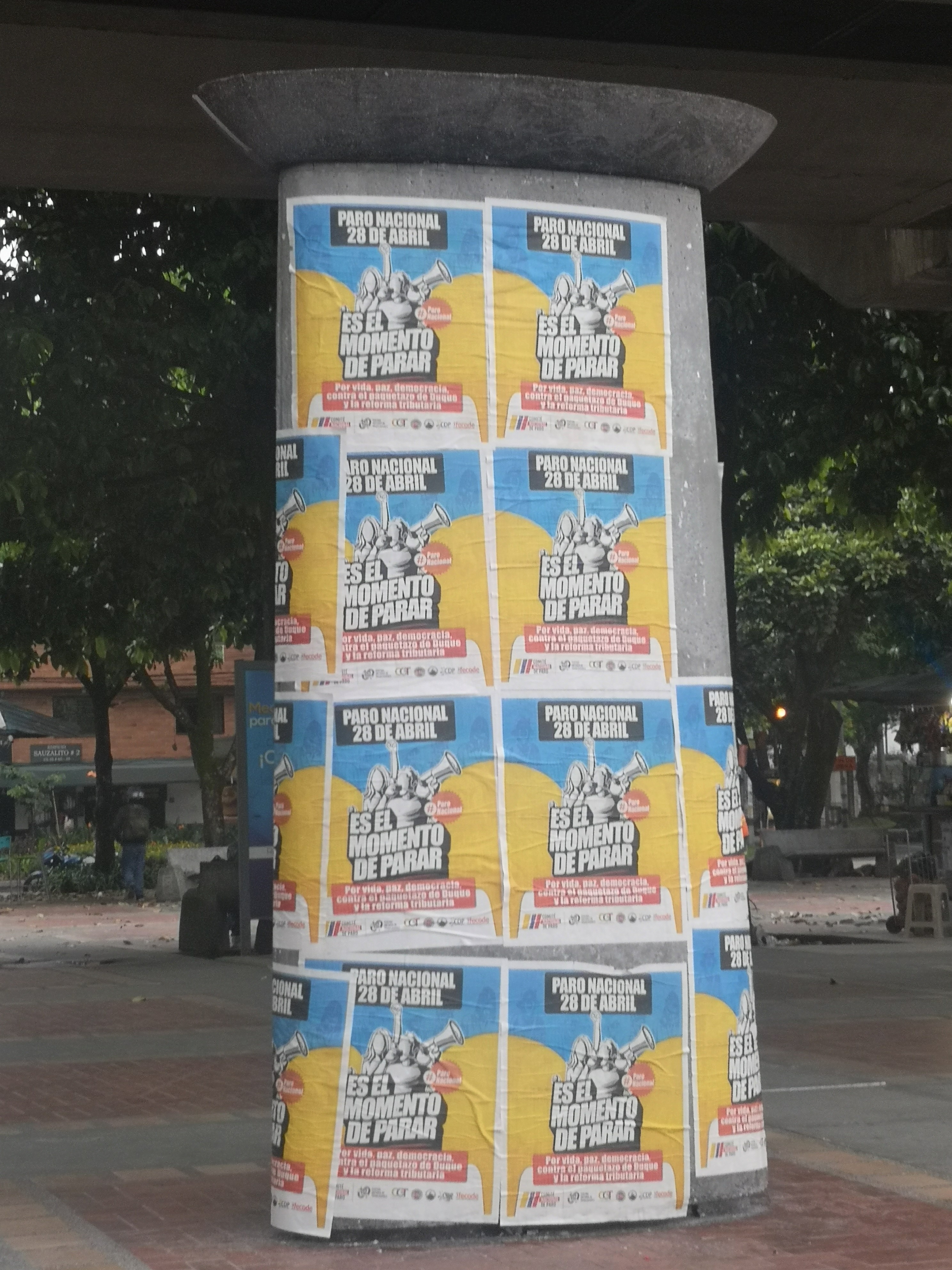
Carteles en la Estación Suramericana (Medellín) invitando a las movilizaciones del 28 de abril.

El Comité está formado por los siguientes grupos principales:
- Central Unitaria de Trabajadores (CUT).

- Confederación Nacional del Trabajo (CGT).

- Confederación de Trabajadores de Colombia (CTC).

- Confederación de Pensionados de Colombia (CPC).

- Confederación Democrática de los Pensionados (CDP).

- Federación Colombiana de Trabajadores de la Educación (Fecode).

- Dignidad Agropecuaria.

- Cruzada Camionera.

El Comité también se artículo con otros movimientos como:
- Asociación Colombiana de Representantes Estudiantiles (ACREES)

- Unión Nacional de Estudiantes de Educación Superior (UNEES).

## Voceros
Algunos de los voceros del Comité son Jennifer Pedraza (ACRESS), Francisco Maltés Tello de la Central Unitaria de Trabajadores (CUT), Fabio Arias como parte de la directiva, Percy Oyola de la Confederación General del Trabajo (CGT), Luis Miguel Morantes de la Confederación de Trabajadores de Colombia (CTC) John Jairo Diaz de la Confederación Democrática de los Pensionados (CDP) William Velandia de Fecode, Hermes Pete del Consejo Regional Indígena del Cauca (Cric) y Jorge García de la Confederación de Transportes.